# Котингіта чорноголова
Котингіта чорноголова (Iodopleura fusca) — вид горобцеподібних птахів родини бекардових (Tityridae).

## Поширення
Основна частина його ареалу знаходиться в низинних лісах Гаяни, Суринаму та Французької Гвіани, але також трапляється на південному сході Венесуели і дуже локально на північному сході Бразилії.

## Опис
Дрібний птах, завдовжки 11 см і важить близько 15 г. Оперення темно-коричневе, зверху чорніше, за винятком білої смуги, що йде до крупа, від нижньої частини живота та інфракаудальної області. У самця збоку і знизу є пурпурові пучки пір'я, які у самиць білі. Хвіст короткий, крила відносно довгі, схожі на крила ластівки. Дзьоб короткий і широкий.